# Colossus (Six Flags Magic Mountain)
Colossus in Six Flags Magic Mountain (Valencia, Kalifornien, USA) war eine doppelte Holzachterbahn des Herstellers International Amusement Devices, die am 29. Mai 1978 eröffnete. Der Hauptlieferant der Bahn war Bernards Brothers.

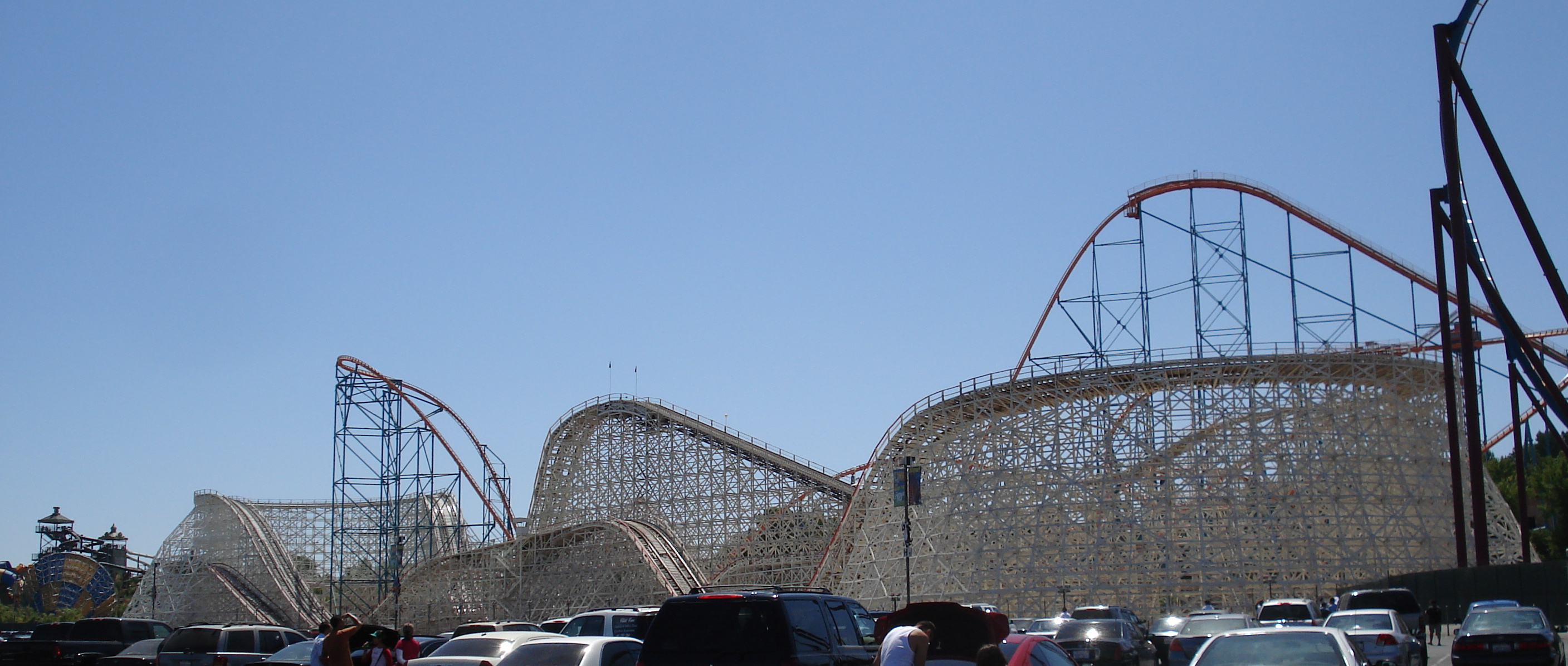
Ansicht vom Parkplatz

Das Racing-Layout der Bahn erlaubte es, dass sich zwei Züge ein Wettrennen liefern, bei dem einer der beiden Züge zuerst die Station erreicht.
Seit der Eröffnung wurden die Schienen mehrere Male gewechselt. Der größte Schienenaustausch fand 1979 statt. 1991 wurden einige Täler zwischen den Hügeln auf der Parkplatzseite angehoben und eine Blockbremse wurde installiert. Hierbei kann man noch immer die alten Schienen unter der Blockbremse erkennen.
Am 16. August 2014 wurde die Achterbahn geschlossen und mit den Vorbereitungen für den Abriss begonnen, um Platz für eine neue Hybridholzachterbahnen, Twisted Colossus, zu schaffen. Am 9. September kam es zu einem Brand, welcher einen kleinen Teil der Achterbahn noch vor dem Abriss zerstörte. Das Feuer konnte schnell unter Kontrolle gebracht werden, so dass kein Personen- und nur geringer Sachschaden die Folge war.

## Fotos

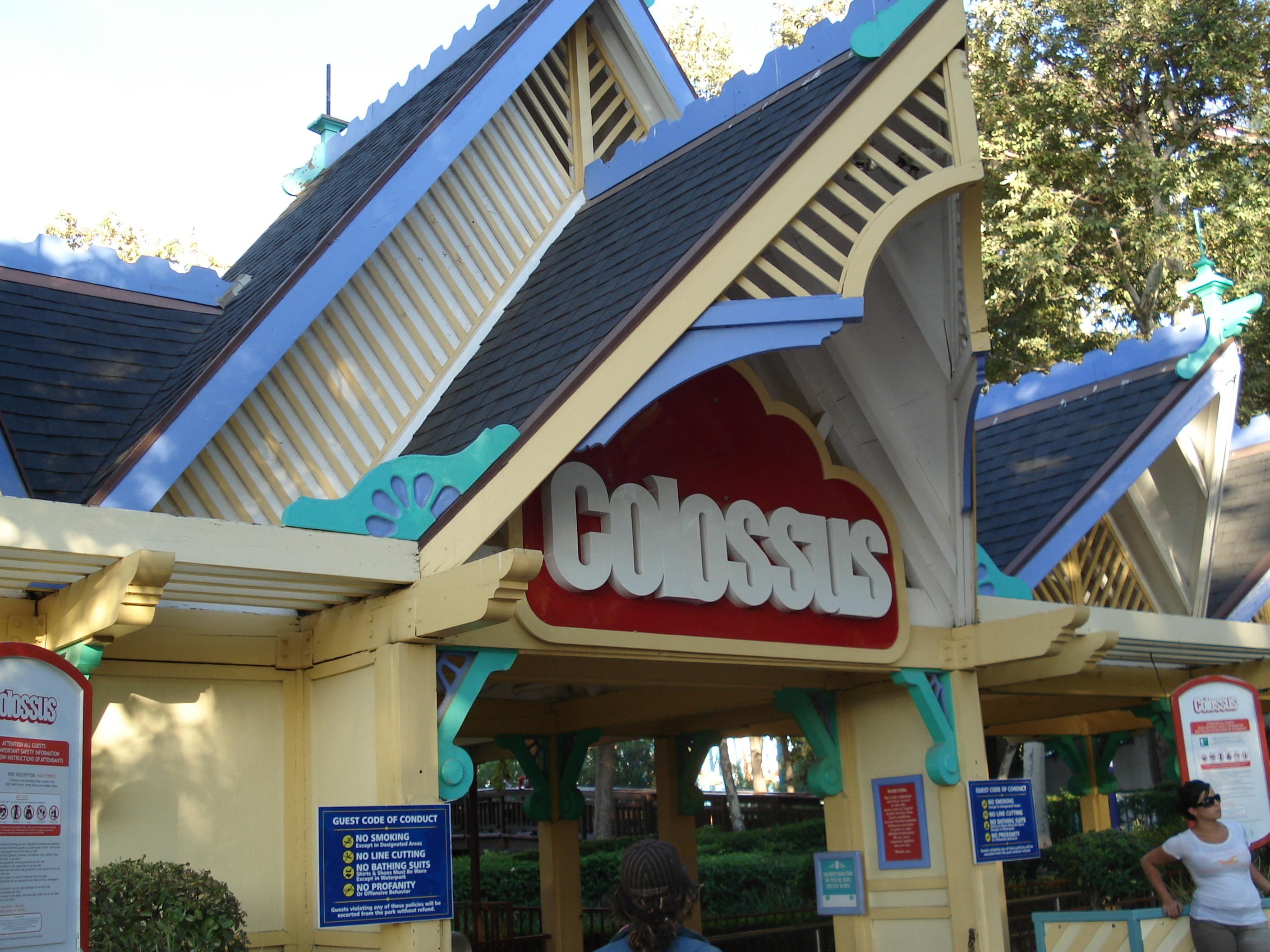
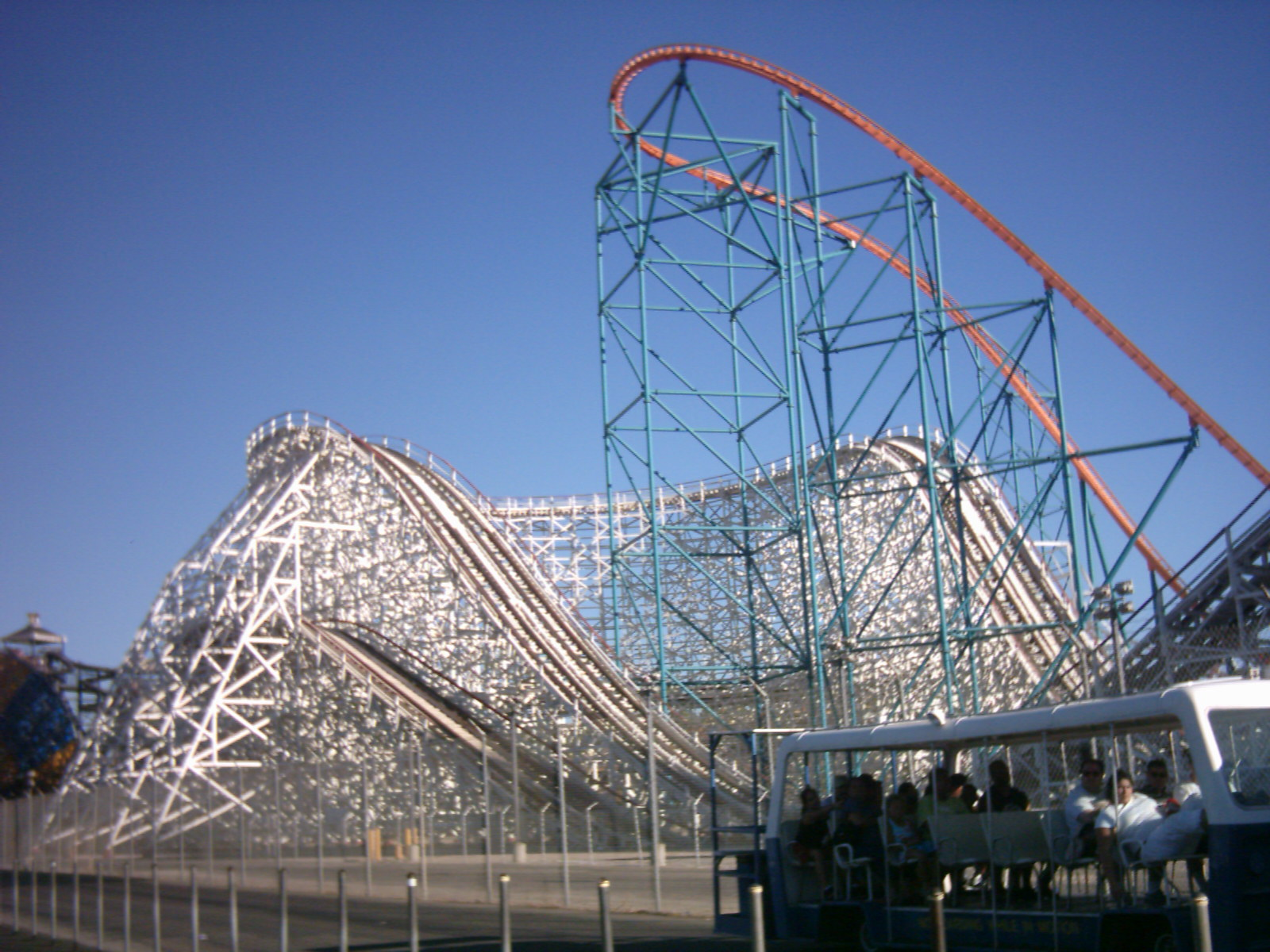

## Züge
Colossus besaß sechs Züge von D.H. Morgan Manufacturing mit jeweils sechs Wagen. In jedem Wagen konnten vier Personen (zwei Reihen à zwei Personen) Platz nehmen. Die Fahrgäste mussten mindestens 1,22 m groß sein, um mitfahren zu dürfen.